# TVNZ 2
TVNZ 2 est une chaîne de télévision publique néo-zélandaise. Lancée le 30 juin 1975, elle prend brièvement le nom de South Pacific Television (1976-1980) avant d'être incorporée à l'entreprise de télévision nationale Television New Zealand. Ses bureaux et ses studios sont situés au cœur du complexe de la TVNZ à Auckland.
Chaîne de format généraliste, elle vise prioritairement une audience plus jeune que sa « grande sœur » TVNZ 1, ciblant principalement la tranche d'âge 18-39 ans. Sa grille des programmes s'en ressent, la chaîne laissant la part belle aux divertissements, aux séries et aux émissions de télé-réalité.
TVNZ 2 émet par voie hertzienne (analogique et numérique), par câble et par satellite (bouquet Freewiew). 

## Histoire
La décision de créer une seconde chaîne de télévision nationale intervient en 1975, alors que le gouvernement entame une restructuration en profondeur de l'audiovisuel néo-zélandais. L'entreprise de service public de radio et de télévision (New Zealand Broadcasting Corporation) est dissoute au mois d'avril, laissant la place à trois entités autonomes : Television One, Television Two et Radio New Zealand.
La deuxième chaîne de télévision commence à émettre à partir du 30 juin à Auckland et Christchurch (au mois de novembre à Wellington). Elle est renommée South Pacific Television à compter de l'année suivante et garde ce nom jusqu'au 15 février 1980. À compter de cette date, TV One et TV2 sont fusionnées au sein d'une unique entreprise de télévision, baptisée Television New Zealand. Parallèlement, Television New Zealand et Radio New Zealand sont regroupées au sein d'une nouvelle corporation (Broadcasting Corporation of New Zealand).
Des consultations portant sur l'éventuelle privatisation de la chaîne sont menées en 1982, mais n'aboutissent pas (la première chaîne de télévision privée, TV 3, n'est lancée qu'en 1989). L'ouverture du marché de la télévision à la concurrence à la fin des années 1980 force les autorités à repositionner la deuxième chaîne (rebaptisée Channel 2) sur un créneau « jeunes adultes », orientation qui est toujours la sienne aujourd'hui. En 1995, Channel 2 retrouve son ancien nom, TV2.
TV2 commence à émettre en 16:9 24 heures sur 24 sur le bouquet Freewiew à compter du 22 septembre 2007.

## Identité visuelle

Logo de TV2 de 2008 à 2016.
Logo de TVNZ depuis octobre 2016.

## Programmes
TVNZ 2 est une chaîne de télévision généraliste. Sa programmation est conçue pour être complémentaire de celle de TVNZ 1, chaîne ciblant une audience plus large (25-54 ans). Positionnée comme une chaîne plus « jeune » (18-39 ans), elle partage son temps d'antenne entre séries, films, dessins animés, émissions sportives et émissions de télé-réalité. Les productions importées ou les adaptations de concepts américains ou européens sont majoritaires : figurent ainsi en tête de liste des séries telles que Ugly Betty, Nip/Tuck, Friends ou Desperate Housewives. TV2 a signé des accords avec plusieurs firmes internationales (Warner Bros, Disney-ABC International Television notamment) lui garantissant le droit d'utiliser une partie de leur catalogue. 
La chaîne ne diffuse pas de journal télévisé, l'unique émission consacrée à l'actualité étant 20/20, déclinaison locale du programme éponyme diffusé aux États-Unis sur le réseau de American Broadcasting Corporation.